# Восход (Курманський район)
Восход (до 1960-х років — Найле́бен; крим. Nayleben, їд. ניילעבן) — село Курманського району Автономної Республіки Крим.
Відстань від райцентру до населеного пункта становить 8 кілометрів по прямій.
Село Найлебен (Нове Життя) виникло в березні 1925 року, заснували його єврейські колоністи з Гомельської губернії.
До 1960 Найлебен був перейменований на Восход (російською «Схід»).